# ماتيلدا بالفيوفا
ماتيلدا فيلما بالفيوفا (بالتشيكية: Matylda Vilma Pálfyová)‏ هي لاعبة جمباز تشيكوسلوفاكية ولدت في يوم 11 مارس 1912. أبرز إنجازاتها كان فوزها بالميدالية الفضية في دورة الألعاب الأولمبية الصيفية 1936 في برلين بمنافسة الفرق. توفيت في يوم 23 سبتمبر 1944 بعد كسر جمجمتها بعد وقوعها من الحصان.